# 髙田延彦
髙田 延彦（たかだ のぶひこ、本名：髙田 伸彦（旧リングネームの表記は高田 伸彦）、読みは同じ、1962年4月12日 - ）は、日本の元男性プロレスラー、タレント、実業家。YouTuber。神奈川県横浜市戸塚区（のちの泉区）出身。髙田道場主宰。レプロエンタテインメント所属。妻はタレントの向井亜紀。

## 来歴

### 新日本プロレス
少年時代は長嶋茂雄に憧れ野球に打ち込んだ。少年野球ではオール橫浜に選出されるが、長嶋の引退と同時に野球熱が冷める。その後アントニオ猪木に憧れ、中学生になったころプロレス入りを決意。中学卒業後、アルバイトをしつつ独自の方法で体を鍛え、1980年に新日本プロレスへ入門した。道場では藤原喜明と前田日明が兄貴分的な存在となり、スパーリングで技術を磨いた。太りにくい体質ゆえ、新弟子時代は毎月のように体重にノルマが課せられ、クリアできなければ解雇される状態だった。
1981年5月9日、保永昇男戦にてデビュー。当時の得意技は跳躍力を生かしたミサイルキック。
1982年よりアントニオ猪木の付き人を務める。1983年のカナダ遠征では猪木の付き人として同行。現地にて、欠場した初代タイガーマスクの代役として試合に臨み、ジャパニーズレッグロールクラッチで勝利を収める。同試合は髙田のテレビ中継デビュー戦となり、ポストタイガーマスクとして一躍注目を集めた。これまで前座で負け続けた先輩たち（新倉史祐と小杉俊二）から勝利を収めたことで、代役としてテレビマッチにも抜擢され、「青春のエスペランサ」の異名がつけられた。当時の入場テーマ曲は「疾風のライダー」という楽曲でUWF移籍前の新日本時代に使用している。また、ジュニア戦線を意識してローリングソバットを多用した。

### 第1次UWF
1984年、師匠である藤原喜明の誘いで、オープニングシリーズでは選手貸出しの形で参戦したUWF（旧UWF、第1次UWF、ユニバーサル）に移籍し前田日明と合流。当時はるかに格上だったマーク・ルーインから勝利を収め、同時期にUWFへ移籍した山崎一夫らと名勝負を繰り広げた。しかし、予定されていたアントニオ猪木の不参加などの要因により団体は崩壊。その後は新日本プロレスへ合流した。

### 新日本プロレス
越中詩郎を好敵手として「新・名勝負数え唄」と呼ばれる好試合を繰り広げ、IWGPジュニアヘビー級王座のベルトを争った。また、当時『ワールドプロレスリング』にて実況を務めた古舘伊知郎によって「わがままな膝小僧」の異名を付けられた（キックを多用するファイトスタイルから。「戦うジェームズ・ディーン」「命知らずの美青年」とも）。この時期は女性人気が高く、バレンタインデーには段ボール2、3箱分のチョコレートが届いたという。

### 第2次UWF
1988年、前田日明、山崎一夫らと共に第2次UWFを立ち上げる。同団体では前田に次ぐナンバー2となり、前田・山崎とともに「前高山」と呼ばれた。一世を風靡した第2次UWFだったが、人間関係の不和から、1991年には前田のリングス、藤原喜明の藤原組、髙田のUWFインターナショナルという3団体に分裂。

### UWFインターナショナル
UWFインターナショナルの設立、および社長に就任。「最強」を肩書きに団体の絶対的エースとして、ゲーリー・オブライト、北尾光司、スーパー・ベイダー、サルマン・ハシミコフら強豪選手たちとの対戦で人気を博す。1992年にはプロレス大賞のMVPである年間最優秀選手に選ばれた。
1994年4月より、フジテレビのスポーツニュース番組「スポーツWAVE」にてキャスターを担当（自身の試合当日も生放送へ出演した）。1994年1月、タレントの向井亜紀と挙式を執り行った。
髙田以外に知名度のある選手がほぼ不在だったことに加え、スポンサーやテレビ放映のないUWFインターは1994年ごろ経営難に陥る。そこで社長業を務める髙田は精神的に追い込まれていった。そんな中、1995年6月に「近い将来、引退します」とマイクで宣言。同年7月には、参議院選挙にてさわやか新党から比例名簿順位2位で出馬するも落選。8月、田村潔司からの「僕と真剣勝負してください」という挑戦を拒否している。数々のトラブルや選手離脱により倒産が現実味を帯びたUWFインターは新日本プロレスとの対抗戦に踏み切った。ところが、1995年10月9日「新日本プロレス VS UWFインターナショナル全面戦争」での大将戦となった武藤敬司（IWGPヘビー級王者）戦に敗北。最強を標榜してきた髙田およびUWFインターにとって決定的なイメージダウンとなる。
1996年1月4日、東京ドームにて武藤を下しリベンジに成功。第18代IWGPヘビー級王者となり、IWGPすべての王座を獲得した。3月1日、UWFインターナショナルのリングにて防衛戦を行い、越中詩郎を破って初防衛に成功するも、4月29日、橋本真也に敗れ王座から陥落。その後、WARに参戦し、天龍源一郎と2度のシングルマッチを行った。天龍との試合はプロレス大賞の年間最高試合に選ばれている。しかしUWFインターの運営は混迷し、山崎に続いて、6月には田村潔司や中野龍雄が退団。
8月17日には、プロレス史上初となる真夏の日中に神宮球場大会を開催。髙田が同大会のメインイベントにて安生洋二に完全勝利したことでザ・ゴールデン・カップスが急失速。10月にはインディー団体「東京プロレス」に参戦。従来路線ではありえないブッチャーとのシングルマッチを組んでまで団体の存続を図ったが、1996年12月にUWFインターナショナルは解散。

### キングダムのサポート
選手の多くは新設された団体「キングダム」へ引き継がれた。すでにヒクソン・グレイシー戦を見据えていた髙田は意見の相違により所属せず、公開スパーリングと解説者としてかつての仲間をサポートするにとどまる。髙田は、経営者として興行に携わったUインターでの失敗から、興行会社としてのプロレス団体ではなく所属選手を抱える格闘技道場として「髙田道場」を設立。

### 総合格闘家時代
キングダム草創期には、髙田道場所属選手やバーリトゥードの海外勢を招聘した総合格闘技興行「PRIDE」の運営に深く関わる。
Uインター時代の同門である安生洋二が仕掛けたヒクソン・グレイシーへの道場破りが返り討ちにあった因縁の結果、PRIDE初期には選手として活動。ヒクソン・グレイシーとの2度の対戦（PRIDE.1、PRIDE.4）はいずれも敗北した。ちなみに、2度目のヒクソン戦敗北直後、3度目の対戦を望んでいる。エースクラスの日本人レスラーが総合格闘技で初めて敗北したヒクソンとの初戦はプロレスファンの深い失望を招いた。プロレスマスコミからもバッシングを受け、さらにアントニオ猪木からは「よりによって一番弱い奴がヒクソンの前にノコノコと出て行った」と酷評される。
その後もマーク・ケアー（PRIDE.6）、ホイス・グレイシー（PRIDE GRANDPRIX 2000 開幕戦）、イゴール・ボブチャンチン（PRIDE.11）、ミルコ・クロコップ（PRIDE.17）、マイク・ベルナルド（INOKI BOM-BA-YE 2001）などと次々と戦うが、引き分けとなったミルコ戦、ベルナルド戦以外は敗退。イゴール・ボブチャンチン戦からはメインイベンターの座から降りている。なお、PRIDE.5にてマーク・コールマンに勝利した髙田だが、コールマンはのちにこの試合がブック（八百長）だったことを事実上認める発言をしている（真偽は不明）。他選手による同様の試合は、ここまで長期間（20年以上）にわたってバッシングされることが珍しい。これに鑑みれば髙田の試合は、ファン・アンチいずれも異常に執着していることがうかがえる。
2002年11月24日、引退試合としてPRIDE.23にて田村潔司と対戦し、右フックで2R失神KO負けを喫した。試合後のマイクで田村に放った「お前、男だ!」という台詞は、のちの大会で頻繁に使用されることとなる。

### 引退後
PRIDE統括本部長に就任し、PRIDE中継における解説も行っていた。大晦日の特別興行「PRIDE男祭り」の開会宣言にて「お前ら男だ!」と叫び、選手を呼び込むパフォーマンスが話題となる。オープニングの演出は年々派手さを増し、2003年はさいたまスーパーアリーナの屋上（地上60メートル）に立ち、2004年にはふんどし一丁で大太鼓を叩き、「男の中の男たち、出てこいやーっ!」と選手を呼び込んだ（のちにこのフレーズは髙田を形容するキャッチフレーズとなる）。その後も、タップダンス（2005年）やピアノ独奏（2006年）など趣向を凝らした演出で興行を盛り上げた。
一方、DSE主催のプロレスイベント「ハッスル」において、ハッスル1と『ハッスルGP2008』に電撃参戦する小路晃の記者会見に登場。なお、悪役レスラー軍団「高田モンスター軍」の「高田総統」とは、古くからの友人という設定。PRIDEと距離を置いてからも、小路晃や＼(^o^)／チエ、野口大輔レフェリーらが髙田道場主催の「ダイヤモンドキッス・カレッジ」へ参加するなど、ハッスルとは良好な関係にあった。また高田総統の化身として、ザ・エスペランサー（エスペランサー・ザ・グレート、エスペランサー・ザ・ゴッド）としてリングに上がり、グレート・ムタと対戦している。
ディズニーのアニメーション映画「Mr.インクレディブル」にて声優に挑戦。そのほか、テレビドラマ「戦国自衛隊 関ヶ原の戦い・第二部 愛する者のために」（日本テレビ）、ドリームステージピクチャーズ製作の映画「シムソンズ」、NHK大河ドラマ「功名が辻」「風林火山」、連続テレビ小説「瞳」に出演した。
2015年、RIZIN FIGHTING FEDERATIONの統括本部長に就任。なお、RIZINでは女子格闘技も行うため、オープニングでの選手呼び込みが「強者（つわもの）たちよ、出てこいやーっ！」に変更された。男性のみ出場する際（RIZIN.21やRIZIN.40の「RIZIN vs. BELLATOR 全面対抗戦」など）は「男の中の男たち -- 」となることもある。2018年のRIZIN.14をもって統括本部長を離任。しばらく肩書きのないスポークスマン的な役割を担ったのち、2020年のRIZIN.22より「キャプテン」に就任した。2023年12月21日、キャプテンを辞職しRIZINから離脱する旨をインスタグラムにて発表。
2023年12月23日に行われた寺尾常史（錣山部屋師匠）の告別式に参列した。
2024年7月17日、2022年8月に突如発症した発作性心房細動のため、同日に心臓アブレーション手術を受けたことを公表。投薬にて経過観察してきたが心身のストレスが避けられず手術を決断したという。

## タイトル歴
新日本プロレス
- IWGPジュニアヘビー級王座
- IWGPヘビー級王座
- IWGPタッグ王座

UWFインターナショナル
- プロレスリング世界ヘビー級王座

WAR
- WAR世界6人タッグ王座

プロレス大賞
- 1983年度プロレス大賞 努力賞
- 1986年度プロレス大賞 最優秀タッグチーム賞（パートナーは越中詩郎）
- 1992年度プロレス大賞 最優秀選手賞
- 1996年度プロレス大賞 年間最高試合賞（9月11日神宮球場、天龍源一郎 vs 高田延彦）

## 得意技

### フィニッシュ・ホールド
ハイキック
右のハイキックでフィニッシュする。
腕ひしぎ逆十字固め

### 打撃技
エルボー
エルボー・スタンプ
張り手
ストレート掌底
パウンド
膝蹴り
グランドにて連続で放つバージョンを主に使用。
逆水平チョップ
延髄斬り
各種蹴り技
ローキックビック、ミドルキック、ハイキック、ローリング・ソバット
ニーリフト
ミサイルキック

### 投げ技
ブレーンバスター
高速ブレーンバスター
雪崩式ブレーンバスター
ドラゴンスープレックス
ジャーマンスープレックス
スロイダー
バックドロップ
ツームストーンパイルドライバー
ボディスラム
パワースラム

### 関節技
腋固
膝十字固め
アキレス腱固め
ヒールホールド
サソリ固め
チキンウィングフェイスロック
チキンウィング・アームロック
ストレートアームバー

### フォール技
逆さ押さえ込み
スクールボーイ
スモール・パッケージ・ホールド
ジャパニーズ・レッグ・ロールクラッチ

## 入場テーマ曲
- 疾風のライダー（「バトルトラック」サントラ） - 新日本プロレス離脱前
- Still I'm Sad（リッチー・ブラックモアズ・レインボー） - 第1次UWF時代
- 魔王凱旋（聖飢魔II） - 新日本プロレス出戻り参戦前期
- 戦い（「ロッキー4/炎の友情」サントラ） - 新日本プロレス出戻り参戦後期
- Last Hero（HOUND DOG） - 第2次UWF時代
- クロスファイヤー（布川俊樹作曲） - 第2次UWF時代 ※オリジナル
- Training Montage（「ロッキー4/炎の友情」サントラ） - UWFインターナショナル以降。一時、下記2曲を使用。
  - POWER OF GLORY〜高田延彦のテーマ〜（イングヴェイ・マルムスティーン作曲） - UWFインターナショナル  ※オリジナル
  - SPIRIT HIGHER （吉川晃司） - PRIDE4、PRIDE5　※オリジナル

## 経歴
- 1980年3月、新日本プロレスに入門。翌年デビュー。
- 1984年、第1次UWFに参加。
- 1986年、新日本プロレスに復帰。
- 1988年、第2次UWFに参加。
- 1991年、UWFインターナショナル旗揚げ。
- 1994年、元新体操選手で女優・タレントの向井亜紀と結婚。同年4月から翌年3月までフジテレビ「スポーツWAVE」のキャスターを務める。
- 1995年、6月に「近い将来引退します」と発言。7月にさわやか新党代表として第17回参院選に比例代表区から出馬するも落選。
- 1996年1月4日、前年10月9日にタイトルマッチで敗れた武藤敬司に勝利して第18代IWGPヘビー級王者となる（防衛1回）。
- 1996年8月17日、プロレス史上初となる真夏の日中に神宮球場大会を開催。安生洋二とのシングルマッチに勝利。これによりザ・ゴールデン・カップスが失速。
- 1996年9月11日、神宮球場で天龍源一郎とのシングルマッチに勝利。この試合は年間最高試合賞となった。
- 1997年10月11日、PRIDE.1にてヒクソン・グレイシーに敗戦。大会自体は大成功を収めた。総合格闘技イベント『PRIDE』が生誕。
- 1998年10月11日、PRIDE.4にてヒクソン・グレイシーと再戦。腕ひしぎ十字固めを極められ敗戦を喫した。
- 2002年3月、向井亜紀原作『16週 〜あなたといた幸せな時間〜』がフジテレビでドラマ化される。2007年3月には続編となる「会いたかった 〜向井亜紀・代理母出産という選択〜」が放送。
- 2002年11月24日、PRIDE.23における田村潔司との試合で引退。その後、髙田道場社長を務める。

## 戦績
| 総合格闘技 戦績 | 総合格闘技 戦績 | 総合格闘技 戦績 | 総合格闘技 戦績 | 総合格闘技 戦績 | 総合格闘技 戦績 | 総合格闘技 戦績 |
| --------------- | --------------- | --------------- | --------------- | --------------- | --------------- | --------------- |
| 11 試合         | (T)KO           | 一本            | 判定            | その他          | 引き分け        | 無効試合        |
| 3 勝            | 0               | 3               | 0               | 0               | 2               | 0               |
| 6 敗            | 2               | 3               | 1               | 0               | 2               | 0               |

| 勝敗 | 対戦相手                 | 試合結果                             | 大会名                                | 開催年月日     |
| ×    | 田村潔司                 | 2R 1:00 KO（右フック）               | PRIDE.23                              | 2002年11月24日 |
| △    | マイク・ベルナルド       | 3分3R終了 時間切れ                   | INOKI BOM-BA-YE 2001                  | 2001年12月31日 |
| △    | ミルコ・クロコップ       | 延長2R終了 時間切れ                  | PRIDE.17                              | 2001年11月3日  |
| ×    | イゴール・ボブチャンチン | 2R 3:17 ギブアップ（マウントパンチ） | PRIDE.11                              | 2000年10月31日 |
| ×    | ホイス・グレイシー       | 15分1R終了 判定0-3                   | PRIDE GRANDPRIX 2000 開幕戦 【1回戦】 | 2000年1月30日  |
| ○    | アレクサンダー大塚       | 2R 1:32 スリーパーホールド           | PRIDE.7                               | 1999年9月12日  |
| ×    | マーク・ケアー           | 1R 3:04 チキンウィングアームロック   | PRIDE.6                               | 1999年7月4日   |
| ○    | マーク・コールマン       | 2R 1:44 ヒールホールド               | PRIDE.5                               | 1999年4月29日  |
| ×    | ヒクソン・グレイシー     | 1R 9:30 腕ひしぎ十字固め             | PRIDE.4                               | 1998年10月11日 |
| ○    | カイル・ストュージョン   | 1R 2:18 ヒールホールド               | PRIDE.3                               | 1998年6月24日  |
| ×    | ヒクソン・グレイシー     | 1R 4:47 腕ひしぎ十字固め             | PRIDE.1                               | 1997年10月11日 |

## 人物
- 第一次UWF旗揚げ前の新日本プロレスは、暗黙の了解として観戦マナーが悪い観客を会場の外につまみ出していた。1982年9月21日の大阪府立体育館大会では、仲野信市とともに観客2名をアリーナから倉庫へ連れ込み、ロープで縛りつけたという。愛知県体育館では、前田日明の命令により3階席でやじを飛ばしていた観客を会場からつまみ出した。「帰ってやるから、一発殴らせろ!」と高田に対して挑発する観客と小競り合いになるが、仲裁に入った前田が「おまえ、手出したんだから殴らせてやれよ」と髙田に提案し、その観客から一発殴られたという[38]。
- ジャイアント馬場は若手時代の高田を評価していた。第一次UWF崩壊時には、前田と高田を全日本プロレスに所属させるべく、実際に高田とホテルで面会している[39][40]。
- 2002年、KEIRINグランプリ出場選手の「グランプリレーサーオリジナルユニフォーム」のデザイン監修を担当した[41]。このデザインは2020年現在も継続使用されている。

## メディア出演

### 映画
- YAWARA!（1989年） - 高田 延彦 役
- シムソンズ（2006年） - 本島則之 役
- きみにしか聞こえない（2007年6月16日） - 山口先生 役
- 僕たちのプレイボール（2010年5月15日） - 岡島茂 役
- 私の優しくない先輩（2010年） - 西表誠 役
- 偉大なる、しゅららぼん（2014年） - 棗永海 役
- スーパーヒーロー大戦GP 仮面ライダー3号（2015年） - ブラック将軍 / ヒルカメレオン（声） 役[42]
- Mr.マックスマン（2015年10月17日） - 深大寺亮 役
- 映画めんたいぴりり（2019年） - 稲尾和久 役
- 大名倒産（2023年6月23日） - 小池越中守 役[43]

### ドラマ
- 東芝日曜劇場→日曜劇場（TBS）
  - 拝啓、男たちへ（1992年） - 本人役（ただし、団体名はUWFインターではなくWインターとされた）
  - パパとムスメの7日間（2007年） - 桜木真一役
- 戦国自衛隊・関ヶ原の戦い（中京テレビ、2006年） - 片岡五郎左衛門役
- 大河ドラマ（NHK総合）
  - 功名が辻（2006年） - 本多忠勝役
  - 風林火山（2007年） - 小島五郎左衛門役
- 火曜ドラマゴールド 『出張料理人〜最後の晩餐届けます〜』（日本テレビ、2007年） - 神崎喜久夫役
- 連続テレビ小説（NHK総合）
  - 瞳（2008年） - 森本正介役
- 土曜ドラマ 『オトメン（乙男）〜夏〜、〜秋〜』（フジテレビ、2009年） - 都塚猛役
- 新春スペシャルドラマ 『もう誘拐なんてしない』（フジテレビ、2012年） - バイク便の配達員役
- ウレロ☆未完成少女 第11話（テレビ東京、2012年） - ゼウス橋本役
- 孤独のグルメ Season 8 第11話（2019年12月14日、テレビ東京）- 店主 役
- ファイトソング（TBS、2022年1月11日-） - 本人役（「高田空手道場師範代」）
- クロステイル 〜探偵教室〜（東海テレビ・フジテレビ、2022年4月9日 - 5月28日） - 南武辰彦 役[44]
- 極限夫婦 第一章「船越夫婦の場合」（関テレ、2024年1月19日 - 2月2日） - 前島専務 役

### 吹き替え
- Mr.インクレディブル（2004年） - アンダーマイナー 役
- ハムナプトラ2/黄金のピラミッド（2004年、フジテレビ版） - スコーピオン・キング〈ザ・ロック〉役
- サボタージュ（2014年） - ジェームズ・"モンスター"・マレー〈サム・ワーシントン〉役[45]
- インクレディブル・ファミリー（2018年） - アンダーマイナー 役[46]

### その他のテレビ番組
- THE・サンデー（日本テレビ） - コメンテーター
- スポーツWAVE（フジテレビ・1994年4月 - 1995年3月）
- サンデーデラックス 『ネタ祭り2007夏の陣』（朝日放送、2007年） - 統括本部長
- YAWARA!（映画） 本人役
- ダウンタウンのガキの使いやあらへんで!!大晦日年越しSP第1部 大メインクライマックス2008 山崎VSモリマン　炎のファイナルリベンジマッチ（日本テレビ、2008年12月31日、2009年1月4日）
- チャンピオンズ〜達人のワザが世界を救う〜（テレビ東京）チェアマン
- 食彩浪漫（NHK総合） - 自ら主催の高田道場にてよく作るというカレーライスを作り、道場生にふるまう。
- ソロモン流（テレビ東京、2010年6月6日）
- チャレンジ!ホビー「うまいうどんを打つ! 高田延彦 うどん修行の旅」（NHK教育、2010年6月 - 8月）
- ぷれサタ!（東海テレビ、2010年10月2日 - ）
- ぶらぶらサタデー・有吉くんの正直さんぽ（フジテレビ） - 不定期ゲスト出演
- ふたり道シリーズ（2012年 - 2014年、BS日テレ） - ストーリーテラー、自動車教習所理事長役　※情報番組
- チャージ730!（2015年9月 - 、テレビ東京） - 月曜日コメンテーター
- FUJIYAMA FIGHT CLUB（2015年10月 - 、フジテレビ）[47]

### CM・広告
- 武田食品工業「ビタミンドリンク」（1993年）[48][49][50]
- バンダイナムコゲームス「機動戦士ガンダム オンライン」（2013年）
- 大きいサイズの店フォーエル（2012年 -）
- アサヒビール「クリアアサヒ」（2009年 - 2010年）浜田雅功、浅尾美和と共演
- MLJ「アーティスト公式サウンド」（2006年）
  - PRIDE・シウバ編 ヴァンダレイ・シウバ、ジョシュ・バーネットと共演
  - PRIDE・ミルコ編  ミルコ・クロコップ、アントニオ・ホジェリオ・ノゲイラと共演
- サンリッツ「ハッスルドリンク・アリシンZ」（2004年） 高田総統として出演
- ドワンゴ「イロメロミックス」桜庭和志と共演
- 宝酒造「ZIPANG」（2004年）桜庭和志、ヴァンダレイ・シウバ、エメリヤーエンコ・ヒョードルと共演
- ampmジャパン（2000年）クルム伊達公子、片山右京、サミー・ソーサと共演
- TOHOシネマズゴールデン・ウィーク映画キャンペーン 2010年4月9日より上映映画本編前
- バーベキュー王・ホットフィールズ（2016年）
- 日東リバティ（2019年）※広島ローカルCM

### オリジナルビデオ
- むこうぶち 高レート裏麻雀列伝 シリーズ（2007年6月 - 2020年12月、オールインエンタテインメント） - 安永萬（プロ雀士）役
  - むこうぶち 高レート裏麻雀列伝（2007年6月25日）
  - むこうぶち2 高レート裏麻雀列伝 鬼の棲む荒野（2007年7月25日）
  - むこうぶち3 高レート裏麻雀列伝 裏プロ（2008年4月25日）
  - むこうぶち4 高レート裏麻雀列伝 雀荘殺し（2008年6月25日）
  - むこうぶち5 高レート裏麻雀列伝 氷の男（2008年12月25日）
  - むこうぶち6 高レート裏麻雀列伝 女衒打ち（2009年6月25日）
  - むこうぶち7 高レート裏麻雀列伝 筋殺し（2010年3月19日）
  - むこうぶち8 高レート裏麻雀列伝 邪眼（2010年12月17日）

### テレビゲーム
- 最強 高田延彦（スーパーファミコン、ハドソン、1995年）

## 著書
- 最強の名のもとに（1993年6月）ISBN 4195551900
- 10.11（2005年12月2日）ISBN 4062130602
- 覚悟の言葉 〜悩める奴らよでてこいや!〜（2012年6月8日）ISBN　978-4062130608

## 関連書籍
- 金子達仁「泣き虫」（ISBN 4344004159）
- 「高田延彦のカタチ - 高田延彦22年間とは?」（ISBN 4809402959）
- 鈴木健「最強のプロレス団体UWFインターの真実 夢と1億円」（ISBN 4757712324）
- 宮戸優光「U.W.F.最強の真実」（ISBN 4757715285）
- 宮澤正明「ALL FOR WIN」
- 宮澤正明「WORKS」（ISBN 4894616688）
- ターザン山本「永久戦犯「泣き虫」に捧げる」（新紀元社、2004年12月19日）ISBN 4-7753-0238-8 - 高田延彦の半生を描いたノンフィクション。